# Marcus Strickland
Marcus Strickland (Gainesville (Florida), 24 februari 1979) is een Amerikaanse jazzsaxofonist.

## Biografie
Marcus Strickland was de zoon van een orkestdrummer en groeide op in Miami. In 1997 kwam hij naar New York, waar hij ervaring opdeed met bands als The Carnegie Hall Big Band, The Mingus Band, The Village Vanguard Band, de Tom Harrell Big Band, de Milt Jackson Big Band, The Lincoln Center Jazz Orchestra en Reggie Workmans African American Legacy Band. Daarnaast werkte hij met Dave Douglas, Jeff 'Tain' Watts en Michael Carvin en vijf jaar met de drummer Roy Haynes. Met Haynes en Douglas nam hij de twee met een Grammy Award genomineerde albums Fountain of Youth en Keystone op. In 2019 behoorde hij tot de band van Ben Williams.
Strickland speelde bij Fresh Sound Records de twee albums At last en Brotherhood in, de dubbel-cd Twi-Life verscheen bij zijn eigen label Strick Muzik. Op alle albums werkte hij samen met zijn tweelingbroer, de drummer E.J. Strickland.

## Discografie
- 2001: At Last  (Fresh Sound Records) met E.J. Strickland, Robert Glasper, Brandon Owens
- 2002: Brotherhood (Fresh Sound Records) met E.J. Strickland, Robert Glasper, Brandon Owens, Jeremy Pelt
- 2006: Twi-Life Disc 1 met E.J. Strickland, Robert Glasper, Vicente Archer; Disc 2 met E.J. Strickland, Lage Lund, Brad Jones
- 2007: Open Reel Deck
- 2011: Triumph of the Heavy Vol. 1 & 2 (Strick Muzik)
- 2016: Twi-Life - Nihil Novi
- 2018: People of the Sun (Blue Note Records/Revive Music)
- 2018: Christian McBride:  Christian McBride's New Jawn

- Bibliothèque nationale de France: cb150923392 (data)
- Gemeinsame Normdatei: 135244889
- International Standard Name Identifier: 0000 0000 7848 0762
- Library of Congress Control Number: no2005025702
- MusicBrainz: 610a028f-aa19-43d4-afc0-338556fa6693
- Nationale Bibliotheek van Israël: 987007420148205171
- Système universitaire de documentation: 157334996
- Virtual International Authority File: 61273738
- WorldCat: E39PBJppyY9FHGCddrHgk4V3cP